# Bündelleiter

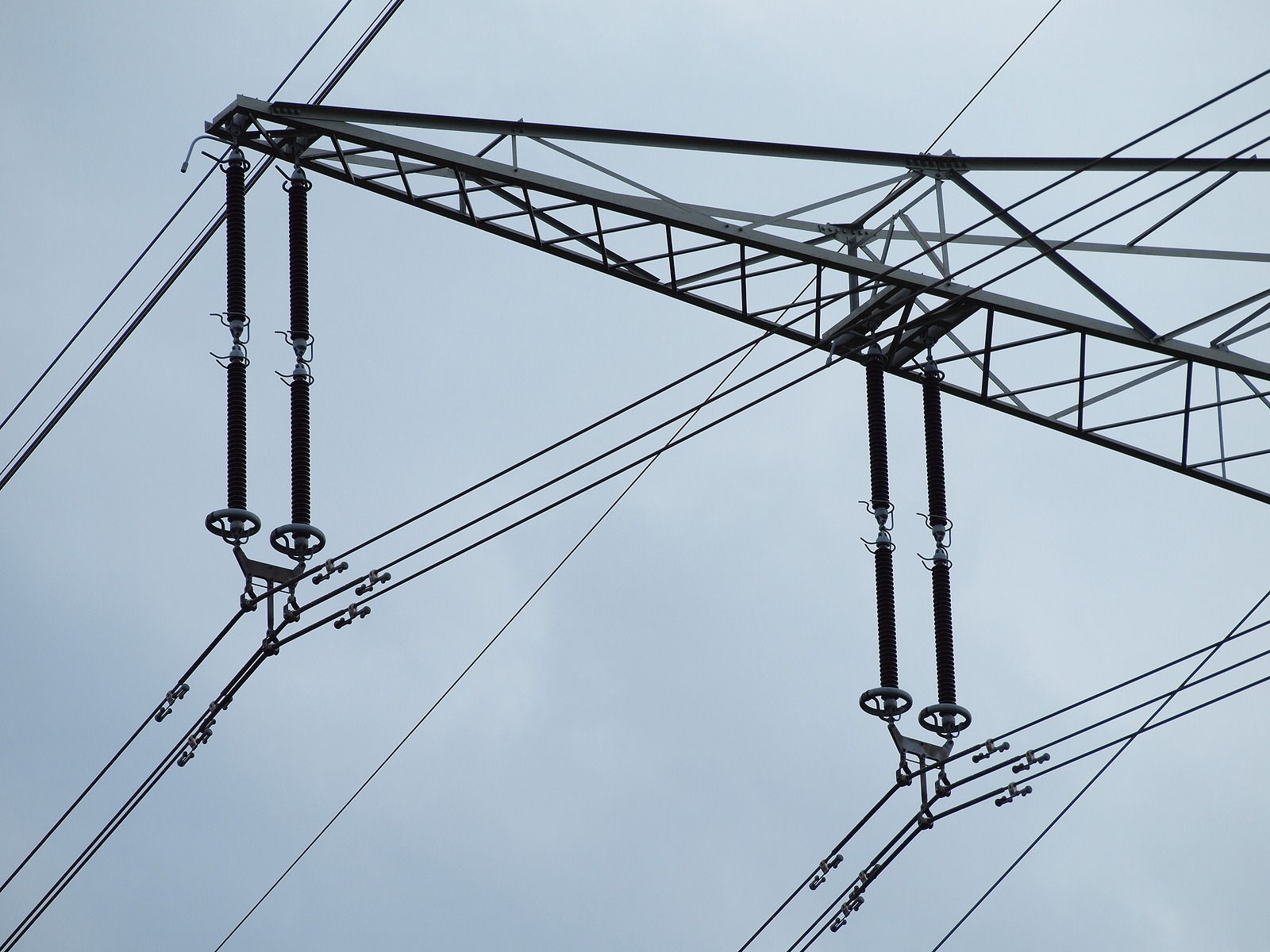
Hochspannungs-Freileitung mit Dreierbündeln und Stockbridge-Schwingungstilgern

Ein Bündelleiter ist eine parallele und räumlich eng benachbarte Anordnung von zwei oder mehr Leiterseilen gleichen Potentials. Bündelleiter werden bei Freileitungen zur Energieübertragung mit Hochspannungen ab 110 kV verwendet, um die Leitungsverluste zu reduzieren. Die einzelnen Leiterseile eines Bündels werden dabei durch elektrisch leitfähige Abstandshalter zusammengefasst (Abb. s. u.), um einen nahezu konstanten räumlichen Abstand der einzelnen Leiterseile voneinander zu gewährleisten.
Ähnliche konstruktive Merkmale haben die zur Übertragung von Antennensignalen genutzten koaxialen Reusenleitungen. Bei ihr bestehen Innen- und Außenleiter auch aus einzelnen Leiterseilen, die mit Abstandhaltern gehalten werden.
Kompaktfreileitungen sehen ähnlich wie Bündelleiter aus, doch werden bei ihnen Isolatoren als Abstandshalter verwendet, weil die Leiter unterschiedliche Potentiale haben.

## Allgemeines

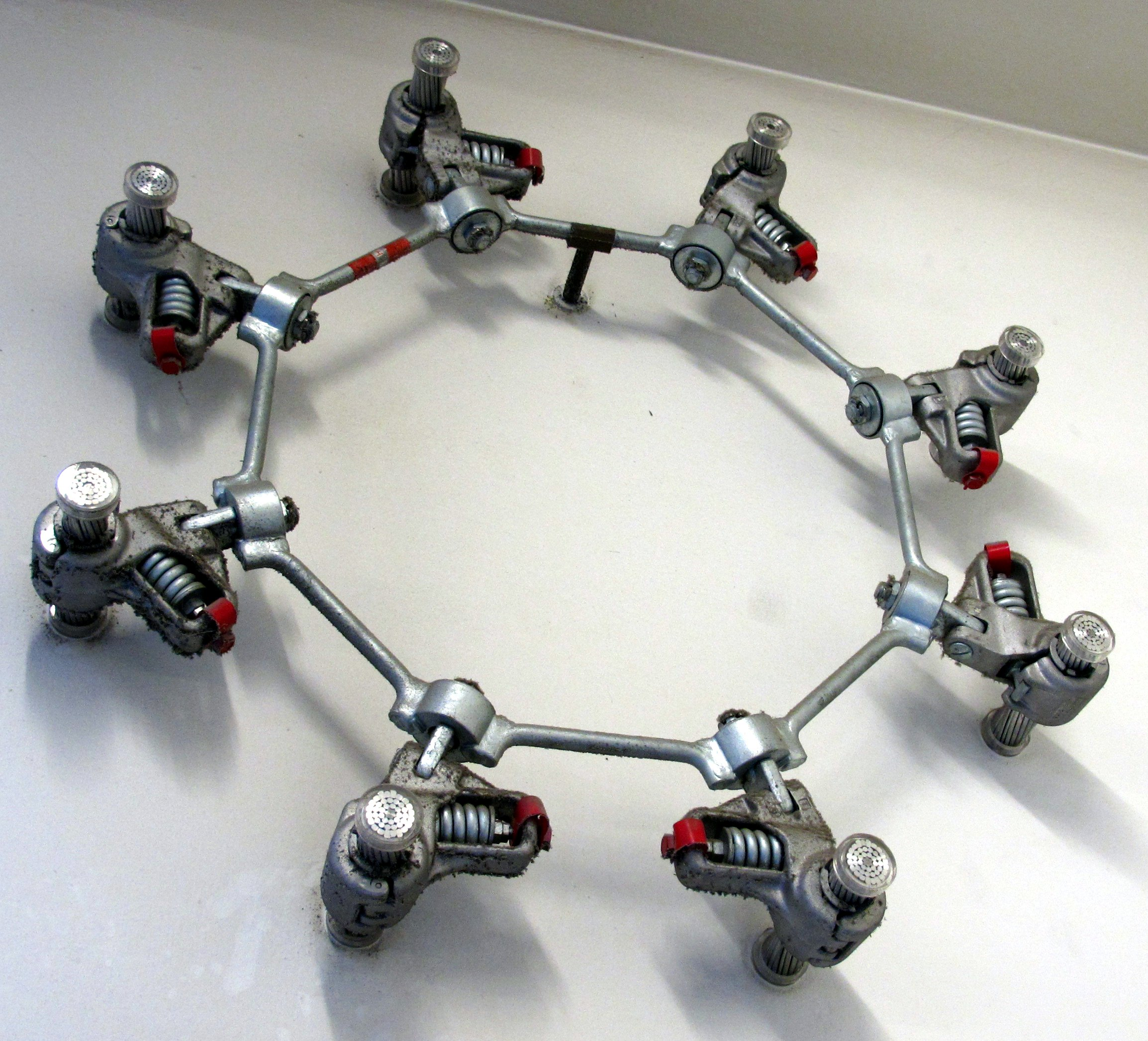
Abstandshalter eines 8-fachen Bündelleiters für eine 1-MV-Drehstromleitung, Durchmesser ca. 1 m

### Bei extrem hohen Spannungen
Bei Leitungen für extrem hohe Spannungen werden auch Bündel mit mehr als 4 Teilleitern eingesetzt. So verwendet die Drehstromleitung Ekibastus–Kökschetau in Kasachstan, die mit Spannungen bis zu 1150 kV betrieben werden kann, Bündel aus acht Einzelleitern in kreisförmiger Anordnung.

### 380-kV-Netz
In Deutschland kommen für die Höchstspannung von 380 kV in der Regel Dreier- oder Viererbündel zum Einsatz. Die 380-kV-Leitung Mecklar–Vieselbach wurde auf hessischer Seite auf ganzer Länge mit Viererbündeln konstruiert, auf der thüringischen Seite mit Dreierbündeln – die Schnittstelle befindet sich auf freier Trasse an der Landesgrenze bei Herleshausen wenige Meter südlich der BAB 4 bei km 282,5, der Übergang erfolgt in den Stromschlaufen eines Abspannmastes.
In manchen Fällen, wie dem 380-kV-Stromkreis der Leitung Hoheneck–Herbertingen, sowie bei einigen nach Leitungshavarien oder während Baumaßnahmen aufgebauten provisorischen Leitungsmasten werden aus statischen Gründen auch Zweierbündel eingesetzt.
Einzelleiter werden in der 380-kV-Ebene nur bei manchen Freileitungskreuzungen breiterer Wasserwege mit großer Spannweite eingesetzt, wie bei den ehemaligen Freileitungskreuzungen des Kleinen Belt bei Middelfart in Dänemark, da Einzelleiter weniger leicht zu windinduzierten Schwingungen neigen als Bündelleiter.

### 220-kV-Netz
Im 220-kV-Übertragungsnetz werden überwiegend Zweierbündel eingesetzt. Dreier- und Viererbündel sind hier meist nur dann anzutreffen, wenn eine Umstellung der Leitung auf 380 kV geplant ist. Hingegen existieren zahlreiche, im Regelfall ältere, 220-kV-Leitungen mit Einfachleitern.

### 110-kV-Netz, Bahnstromnetz und niedrigere Spannungen
Im 110-kV- und im Bahnstromnetz findet man Bündelleiter (meist Zweierbündel, seltener Dreier- und Viererbündel) nur bei stark belasteten Leitungen.
Gleiches gilt auch für Leitungen niederer Spannung, wo Bündelleiter nur in Sonderfällen bei hochbelasteten Leitungen wie Erdrückstromleitungen von Eisenbahn-Neubaustrecken oder HGÜ-Leitungen zu finden sind.

## Vorteile
Aus der Leitungsgleichung lässt sich die natürliche Leistung ableiten. Je geringer die Wellenimpedanz einer Leitung, desto höher die natürliche Leistung, die den optimalen Betriebsfall einer Leitung beschreibt. Die Wellenimpedanz der Leitung lässt sich durch eine Erhöhung des Leiterdurchmessers reduzieren – diese Erhöhung erreicht man zweckmäßigerweise mit Bündelleitern.
Ein weiterer Vorteil von Bündelleitern besteht darin, dass ein Bündelleiter bei gleichem Querschnitt eine größere Oberfläche hat als ein Einzelleiter. Dies ermöglicht eine bessere Wärmeabfuhr, wodurch der Bündelleiter mehr Strom transportieren kann als ein querschnittgleicher Einzelleiter. Ein Beispiel einer Freileitung mit Bündelleitern und hoher Strombelastung ist die Kompaktfreileitung Luzk.
Die Verwendung von Bündelleitern reduziert außerdem  die Randfeldstärke entlang der Oberfläche der Leitung. Dies führt zu reduzierten Verlusten aufgrund von Koronaentladungen, welche Störgeräusche und elektromagnetische Störungen entlang der Leitung verursachen.

### Berechnungsgrundlagen
Der Radius R′ eines zylindrischen Ersatz-Leiters, der die gleiche Randfeldstärke hat wie ein Bündelleiter mit
- n Einzelleitern
- einem Abstand R voneinander
- einen Seilradius r0

berechnet sich wie folgt:
{\displaystyle R'=R\cdot {\sqrt[{n\,}]{\frac {n\cdot r_{0}}{R}}}}
Die elektrische Randfeldstärke wird dadurch gegenüber dem einzelnen Leiterseil, bei Vernachlässigung des Erdpotentials, reduziert um den Faktor:
{\displaystyle {\frac {\ln({\frac {a}{r_{0}}})}{n\cdot \ln({\frac {a}{R'}})}}}
Darin drückt der Parameter a den Abstand der Außenleiter am Masten zueinander aus.
Beispiel: Bei einem Bündelleiter mit vier Einzelseilen (n = 4), welche im Schnitt an den Ecken eines Quadrates mit 20 cm Seitenlänge angeordnet sind und einem Seilradius von r0 = 5 mm aufweisen, und bei einem Abstand der Außenleiter von a = 10 m, wird die Randfeldstärke an der Oberfläche des Bündelleiters um den Faktor 0,4 im Vergleich zu einem einzelnen Leiterseil reduziert. Der zylindrische Seilradius R′ des Ersatzleiters mit gleicher Randfeldstärke beträgt in diesem Fall 86,5 mm, was gegenüber dem Radius nur eines Leiterseils von 5 mm mehr als eine Verzehnfachung bedeutet.

## Anwendungsbeispiele

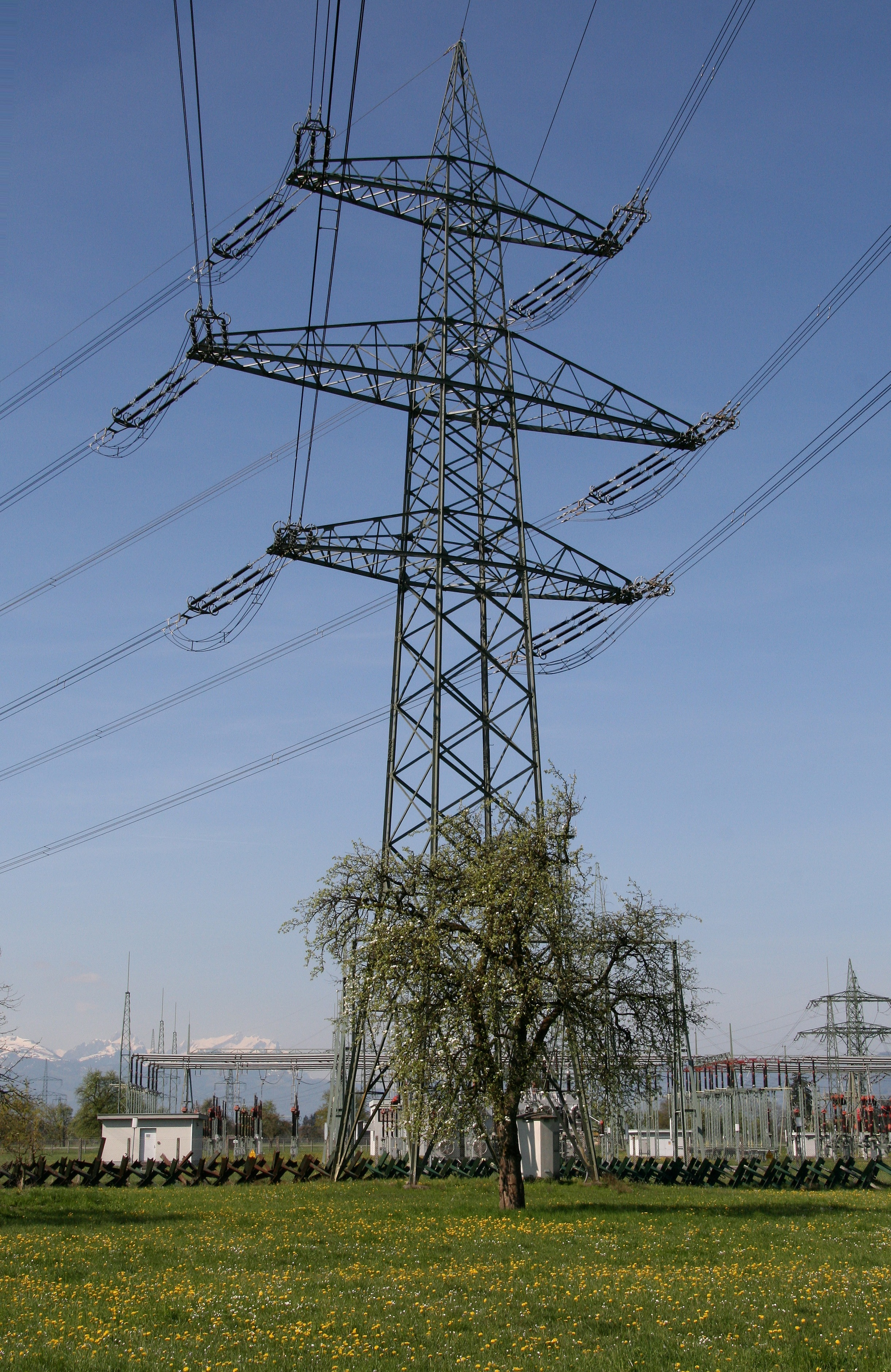
Bündelleiter (Vierer-Bündel) auf einem Hochspannungsmast für 380 kV, im europäischen Verbundsystem
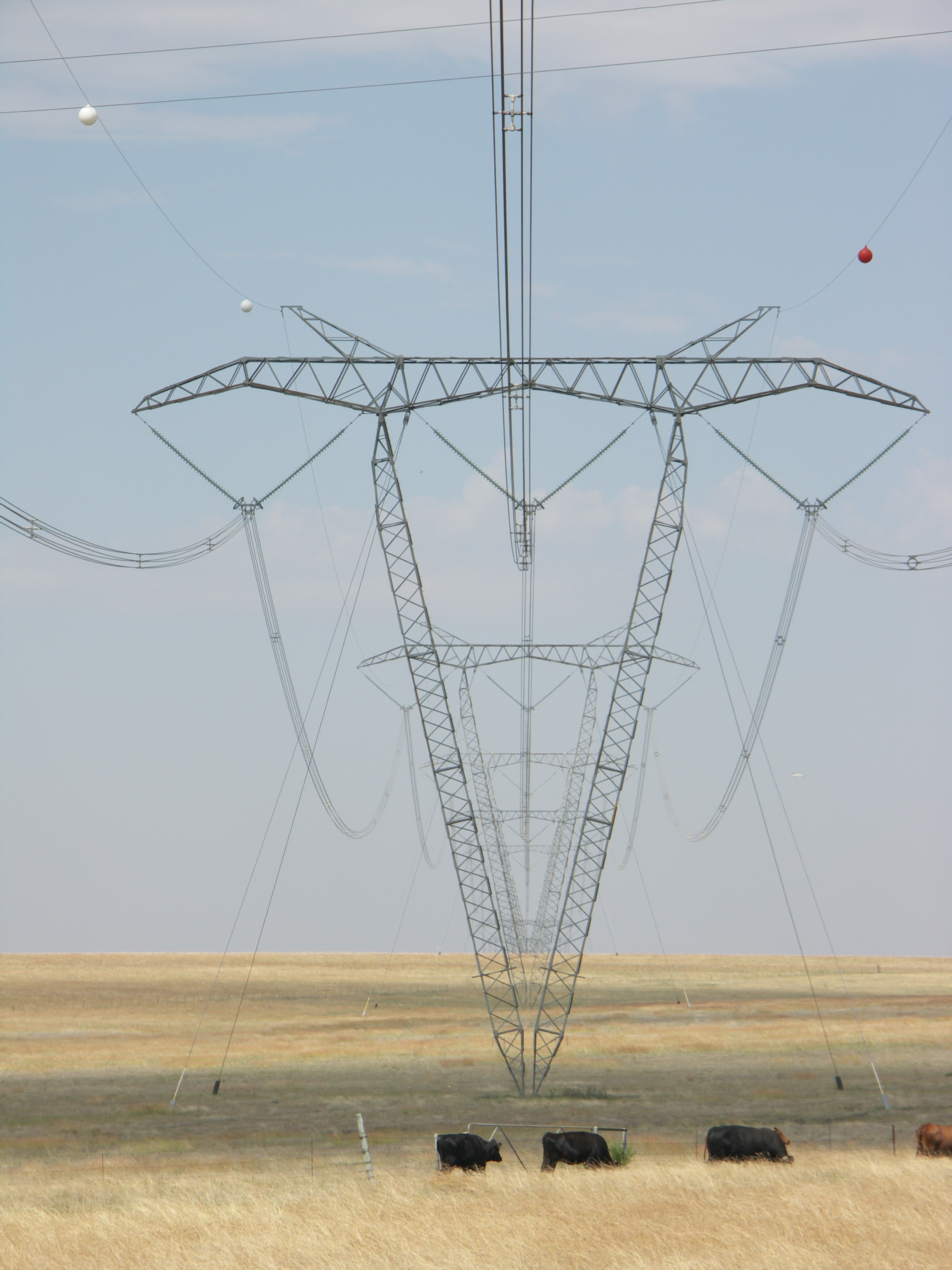
Sechser-Bündelleiter mit einer Betriebsspannung von 765 kV. Betreiber Eskom in Südafrika
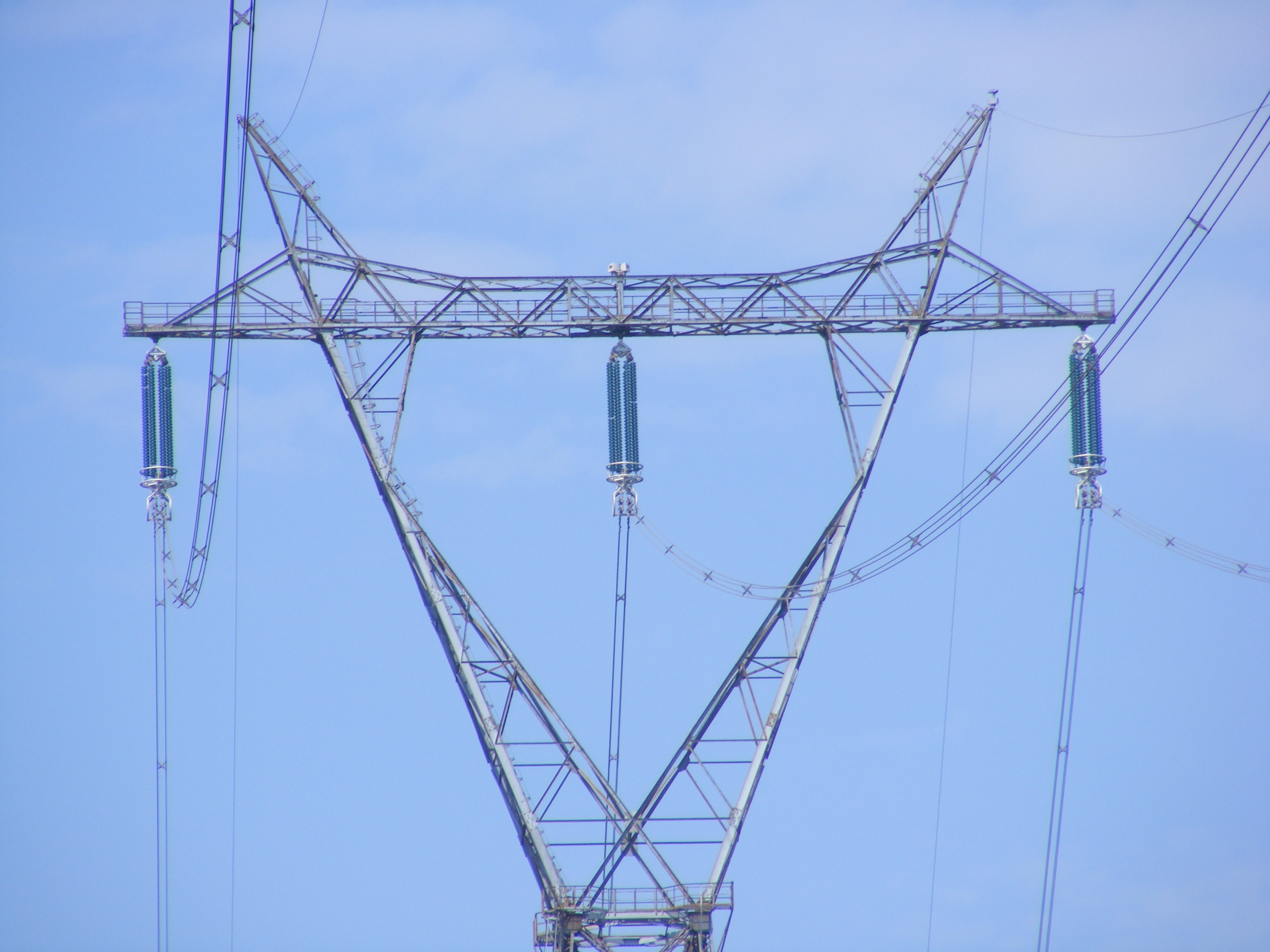
Vierer-Bündelleiter auf einer 735-kV-Hochspannungsleitung der Hydro-Québec
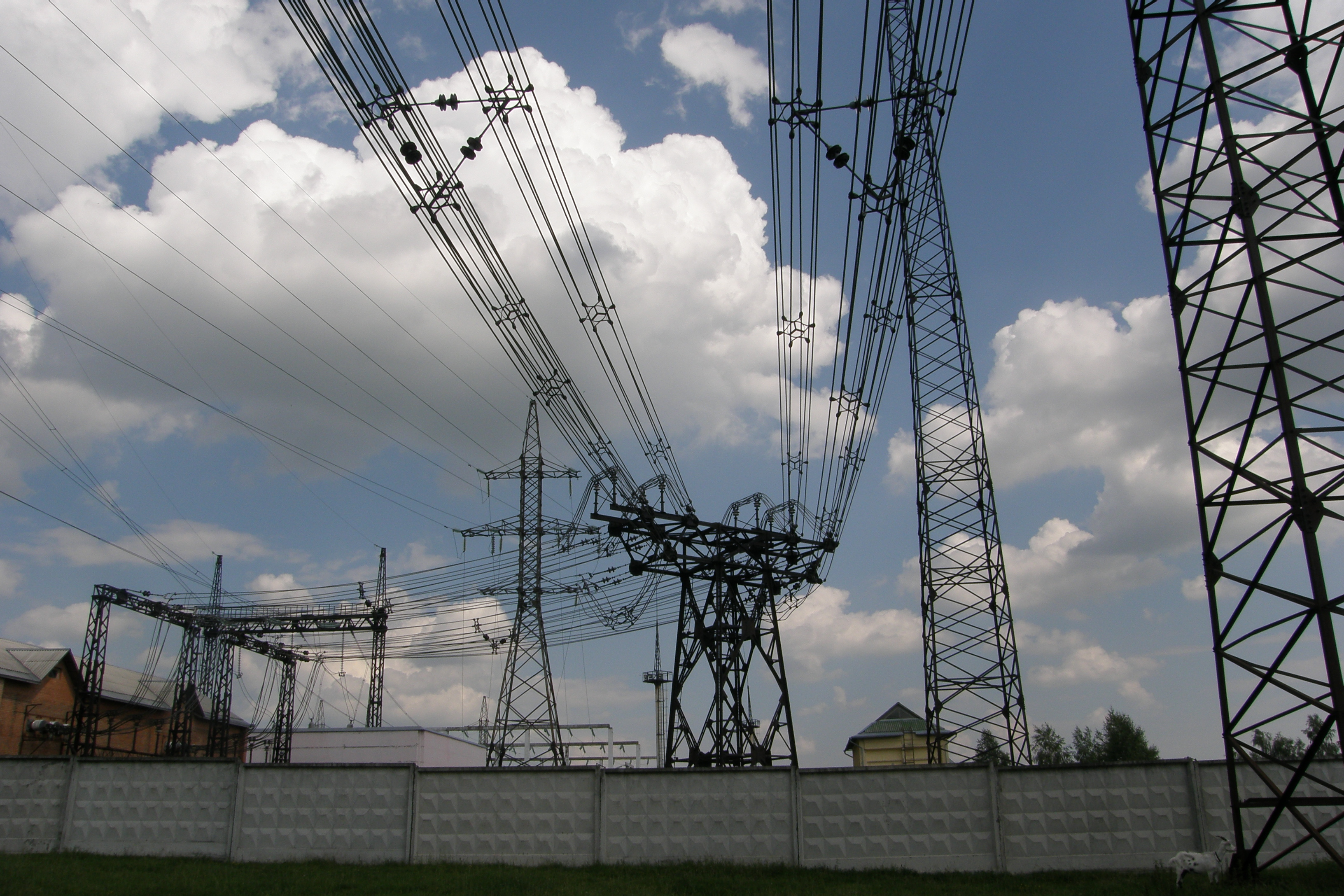
Sechser-Bündelleiter für Hochstrom-Freileitung zwischen Generator und Maschinentransformator, die drei Phasen sind wiederum mit isolierenden Abstandshaltern voneinander getrennt
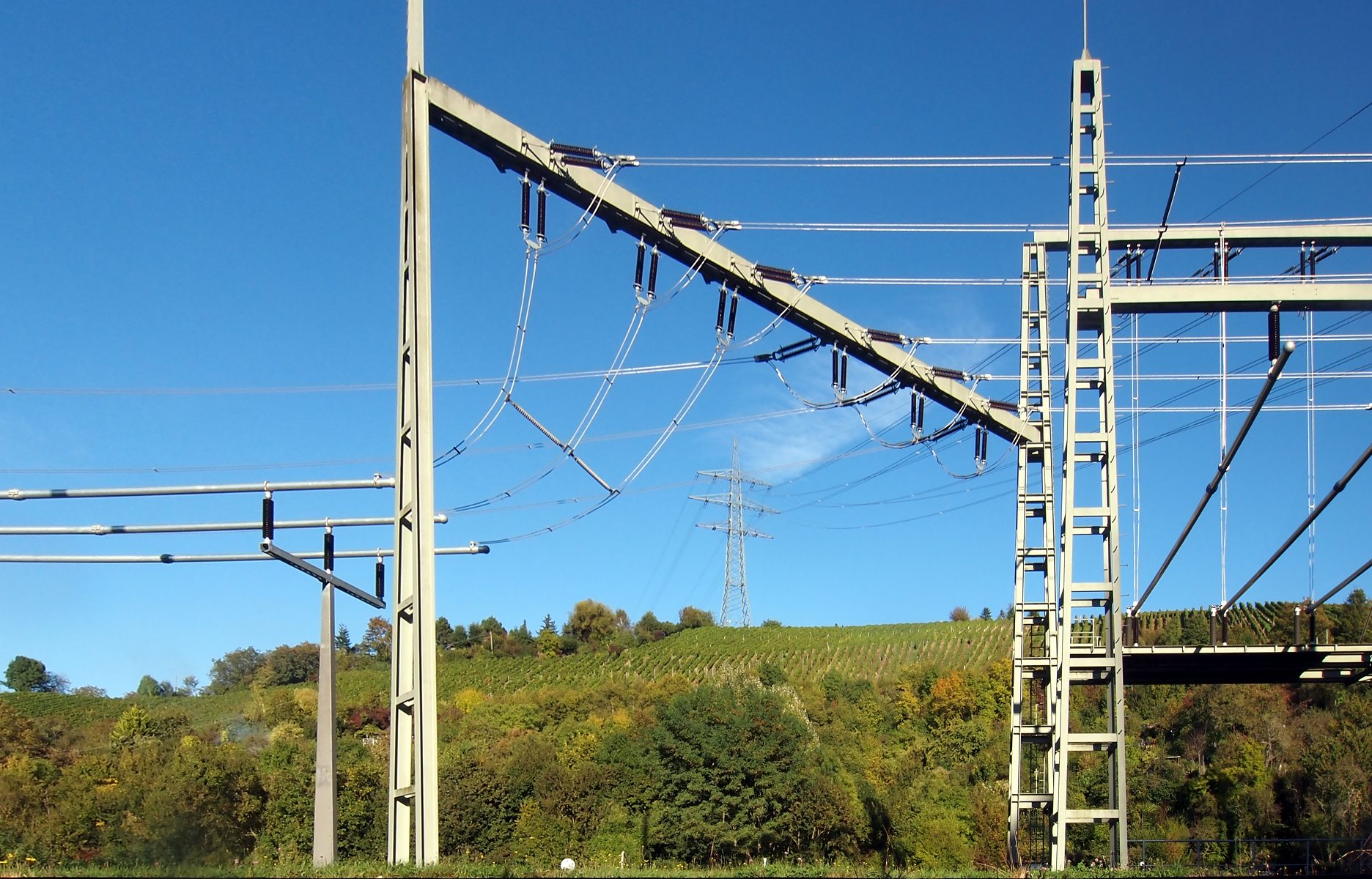
Bündelleiter und Stromschienen in einem Umspannwerk